# François d'Harcourt (1755-1839)
Pour les autres membres de la famille, voir Maison d'Harcourt.
François, duc d'Harcourt (Paris, né le 18 mai 1755 à Jouy-en-Josas et décédé le 21 novembre 1839 à Marseille), est un général et homme politique français.

## Biographie
Fils du duc Anne-François d'Harcourt et petit-fils du ministre Antoine Louis Rouillé, il suit la carrière des armes. Il avait émigré et servit dans l'Armée des princes. Il terminera sa carrière avec le grade de lieutenant général des armées du roi.
Titré duc de Beuvron, François d'Harcourt est admis à siéger à la Chambre des pairs en 1814. Il quitte la chambre des pairs en 1830, refusant de prêter serment à la Monarchie de Juillet.
Marié à Madeleine Le Veneur de Tillières, il est le père d'Eugène d'Harcourt et le beau-père de Hélion de Villeneuve-Vence.

## Sources
- « François d'Harcourt (1755-1839) », dans Adolphe Robert et Gaston Cougny, Dictionnaire des parlementaires français, Edgar Bourloton, 1889-1891 [détail de l’édition]
- Ressource relative à la vie publique :   - Sénat

1. ↑  « https://francearchives.fr/fr/file/ad46ac22be9df6a4d1dae40326de46d8a5cbd19d/FRSHD_PUB_00000355.pdf »